# Americorchestia heardi
Americorchestia heardi är en kräftdjursart som beskrevs av Edward Lloyd Bousfield 1991. Americorchestia heardi ingår i släktet Americorchestia och familjen tångloppor. Inga underarter finns listade i Catalogue of Life.